# ソニーのMDメディア製品一覧
ソニーのMDメディア製品一覧は、ソニーが発売してきたMDメディアの一覧。

## ベーシック
1992年11月1日発売。当初は60分タイプのみで、74分タイプは1993年4月10日に発売された。1997年9月頃まで販売された。最初期は文字が上下逆に印刷されていた。
- MDW-60(60分)
- MDW-74(74分)

## プリズム
半透明シェルを採用したもので、プリズムのような状態であることからこの名前がついた。最初期は「プリスマ・シェル」と呼ばれていた。

### 初代
1994年12月1日発売。上半分を半透明とした黒いシェルを採用。
- MDW-60A(60分)
- MDW-74A(74分)

### 2代目
1997年2月10日発売。シェルが紫色に変わった。シャッターのMDロゴの印字が60分タイプは黄色、74分タイプは赤で書かれており、74分タイプにはシャッターの「74」の印字が赤色のものも存在する。5枚パックも発売された。
- MDW-60B(60分)
- MDW-74B(74分)

### 3代目
1998年9月10日発売。シェルは橙色と黒のツートーンとなった。振動を抑えるショック・アブソービング・メカニズム (Shock Absorbing Mechanism) も初採用された。当初は60分と74分のみで、1999年2月10日に80分タイプが発売された。MDW-80Hは業界初の80分メディアであり、見ただけで80分メディアとわかるように「Long Time」・「80」・「Eighty」の表記がパッケージとシャッターにあり、シェルも橙色と黄土色のツートーンとなっている。3枚・5枚パックも存在する。
- MDW-60H(60分)
- MDW-74H(74分)
- MDW-80H(80分)

### 4代目
2000年7月10日発売。金色のシェルを採用。全モデルで外観が統一された。
- MDW60PR(60分)
- MDW74PR(74分)
- MDW80PR(80分)

### 5代目
2002年2月10日発売。ラベル面やシャッターのデザインが変更された。
- MDW60PRA(60分)
- MDW74PRA(74分)
- MDW80PRA(80分)

### 6代目
2004年10月10日発売。正式名称は「カラーコレクション・プリズムゴールド」。後述の5代目カラーコレクションの一環として発売されたが、メカニズムやデザインなどは異なる。デュアル・ショック・アブソービング・メカニズムとSA・コーティング・アドバンス採用。また、ソニー最後の60分モデル搭載製品であった。
- MDW60PRB(60分)
- MDW74PRB(74分)
- MDW80PRB(80分)

## カラーコレクション
色つきシェルを採用したモデル。

### 初代
1994年9月10日発売。シェルは半透明ではなく、両面同じ色である。全3色。74分タイプのみ。
- MDW-74R(レッド)
- MDW-74L(ブルー)
- MDW-74Y(イエロー)

### 2代目
1996年3月10日発売。半透明シェルが採用され、全4色となった。宝石がテーマとなり、カラーも宝石の名前がつけられた(後の製品も同様)。このモデルのみ60分が存在。
- MDW-60AR(ルビーレッド・60分)
- MDW-60AL(サファイアブルー・60分)
- MDW-60AY(トパーズイエロー・60分)
- MDW-60AN(エメラルドグリーン・60分)
- MDW-74AR(ルビーレッド・74分)
- MDW-74AL(サファイアブルー・74分)
- MDW-74AY(トパーズイエロー・74分)
- MDW-74AN(エメラルドグリーン・74分)

### 3代目
1999年2月10日発売。全5色となり、同年6月10日には80分タイプも登場した。本モデルから5枚パックは単色のほかに、全色が1枚ずつ入ったセットも発売された。振動を抑えるショック・アブソービング・コーティング (Shock Absorbing Coating) を搭載。ケースの形状も変更された。80分メディアは分表記の表示が反転している。
- MDW-74KR(ルビーレッド・74分)
- MDW-74KL(サファイアブルー・74分)
- MDW-74KY(トパーズイエロー・74分)
- MDW-74KN(エメラルドグリーン・74分)
- MDW-74KB(オニキスブラック・74分)
- MDW-80KR(ルビーレッド・80分)
- MDW-80KL(サファイアブルー・80分)
- MDW-80KY(トパーズイエロー・80分)
- MDW-80KN(エメラルドグリーン・80分)
- MDW-80KB(オニキスブラック・80分)

### 4代目
2001年6月10日発売。前作とは色の組み合わせが変更された。プリンテッドラベルを採用。
- MDW74CRR(ルビーレッド・74分)
- MDW74CRL(サファイアブルー・74分)
- MDW74CRV(アメジストバイオレット・74分)
- MDW74CRN(エメラルドグリーン・74分)
- MDW74CRB(オニキスブラック・74分)
- MDW80CRR(ルビーレッド・80分)
- MDW80CRL(サファイアブルー・80分)
- MDW80CRV(アメジストバイオレット・80分)
- MDW80CRN(エメラルドグリーン・80分)
- MDW80CRB(オニキスブラック・80分)

### 5代目
2004年10月10日発売。従来製品より更に振動を抑えるSA・コーティング・アドバンス (SA Coating Advance)搭載。前作に引き続き色の組み合わせが変更され、クラシックカラーも登場した。カラーに合わせたラベルとシャッターを搭載。クラシックカラーは他のカラーとは異なるデザインで、初代モデル以来となる両面同じ色が使われた。ミックスパックのみ販売。
- MDW74CRAR(ルビーレッド・74分)
- MDW74CRAL(サファイアブルー・74分)
- MDW74CRAD(トパーズオレンジ・74分)
- MDW74CRAY(アメジストバイオレット・74分)
- MDW74CRAB(オニキスブラック・74分)
- MDW80CRAR(ルビーレッド・80分)
- MDW80CRAL(サファイアブルー・80分)
- MDW80CRAD(トパーズオレンジ・80分)
- MDW80CRAY(アメジストバイオレット・80分)
- MDW80CRAB(オニキスブラック・80分)
- 5MDW74CCX/10MDW74CCX(クラシックカラーセット・74分)
- 5MDW80CCX/10MDW80CCX(クラシックカラーセット・80分)

## ES
同社の高級オーディオシリーズの名称である「ES」を冠したモデル。高比重・帯電防止のホワイトカートリッジを採用。

### 初代
1996年10月10日発売。ディスクに合わせたデザインのケースと、保護用フィルムがついたインデックスラベルを採用。
- MDW-60C(60分)
- MDW-74C(74分)

### 2代目
1999年10月10日発売。初代モデルより性能を高めたHRディスクと、比重を高めたHSホワイトカートリッジを採用。ケースもカードインケースに変更された。ラベルも専用のものを同梱。3枚・5枚パックも存在。10年近くに渡って販売された。
- MDW74M(74分)
- MDW80M(80分)

## スパークリング
角度によって見え方が変わる「スパークリングカラー」を採用したモデル。

### 初代
1997年10月1日発売。当時最新型のMDウォークマンを意識したカラーリングとなっている。カードインケースを初採用。74分タイプのみ。
- MDW-74DL(パールブルー)
- MDW-74DD(パールオレンジ)

### 2代目
1999年10月10日発売。カラーリングが変更され、80分タイプが追加された。2002年2月頃まで販売。
- MDW74NR(レッド・74分)
- MDW74NB(ブラック・74分)
- MDW80NR(レッド・80分)
- MDW80NB(ブラック・80分)

## ルミナ
女性を意識したデザインのディスクである。

### 初代
1998年5月10日発売。上のシェルは乳白色で、銀色のラメ入りである。
- MDW-60FL(ブルー・60分)
- MDW-60FP(ピンク・60分)
- MDW-74FL(ブルー・74分)
- MDW-74FP(ピンク・74分)

### 2代目
2000年7月10日発売。前作より派手なデザインとなった。1枚入りパッケージが存在するモデルとしては初めて80分タイプのみとなった。2002年2月頃まで販売。
- MDW80LUL(ブルー)
- MDW80LUP(ピンク)

## ネージュ

### 初代
1999年2月10日発売。無色半透明のオールクリアシェルを採用。74分5枚入りのみであるが、当時としては低価格で販売されていた。シャッターにMDロゴが印字されているものとSONYロゴがエンボス加工されているものが存在する。後の80分や10枚入り追加に合わせ、デザインは後者と同一ながら単品ケースをやめてスマートケース（10枚入りはライブラリケース）に変更したタイプも発売された。
- 5MDW74G(74分・スリーブケース)
- 5MDW74NE(74分・スマートケース)
- 5MDW80NE(80分・スマートケース)
- 10MDW74NE(74分・10枚入りライブラリケース)
- 10MDW74NE(80分・10枚入りライブラリケース)

### 2代目
2002年7月10日発売。単品ケース入りに戻り、デザインも変更された。5枚入りと10枚入りが存在。
- 5MDW74NEA(74分・5枚入り)
- 5MDW80NEA(80分・5枚入り)
- 10MDW74NEA(74分・10枚入り)
- 10MDW80NEA(80分・10枚入り)

### 3代目
2005年2月10日発売。よりシンプルなデザインになった。2013年10月現在、唯一製造されている製品である。
- 5MDW74NED(74分・5枚入り)
- 5MDW80NED(80分・5枚入り)
- 10MDW74NED(74分・10枚入り)
- 10MDW80NED(80分・10枚入り)

## ビアンカ
ホワイトシェルを採用したおしゃれなモデル。5色ミックスパックのみ販売され、5枚入りと10枚入りが存在する。

### 初代
2002年2月10日発売。ドットをイメージしたデザインとなっている。
- 5MDW74BAX/10MDW74BAX(74分)
- 5MDW80BAX/10MDW80BAX(80分)

### 2代目
2004年4月20日発売。色の組み合わせが変更され、ホワイトと各種カラーのツートーンとなった。
- 5MDW74BAA/10MDW74BAA(74分)
- 5MDW80BAA/10MDW80BAA(80分)

## MD2000
2000年7月10日に発売された最上級モデル。特性の異なる2層の磁性層を設けた「ハイパープレシジョンディスク」や、マグネシウム合金を採用した「エクストラソリッドカートリッジ」を採用。業務用に使われていたケースや、シリアルナンバーも入っていた。
- MDW74Z(74分)